# Ист Норвич (Њујорк)
Ист Норвич (енгл. East Norwich) насељено је место без административног статуса у америчкој савезној држави Њујорк.

## Демографија
По попису из 2010. године број становника је 2.709, што је 34 (1,3%) становника више него 2000. године.
| Група             | 2000.         | 2010.         |
| Белци             | 2.490 (93,1%) | 2.453 (90,6%) |
| Афроамериканци    | 16 (0,6%)     | 22 (0,8%)     |
| Азијати           | 66 (2,5%)     | 94 (3,5%)     |
| Хиспаноамериканци | 85 (3,2%)     | 118 (4,4%)    |
| Укупно            | 2.675         | 2.709         |